# Liste de trains célèbres
 (juillet 2013).
Si vous disposez d'ouvrages ou d'articles de référence ou si vous connaissez des sites web de qualité traitant du thème abordé ici, merci de compléter l'article en donnant les références utiles à sa vérifiabilité et en les liant à la section « Notes et références ».
Liste de trains célèbres, certains trains sont devenus légendaires. De nos jours, la raison d'être de ceux qui assurent les très longs parcours est principalement l'agrément mais, dans certains pays, comme la Russie ou l'Inde, ils constituent toujours une part importante du système de transport. Leur renouveau est sérieusement envisagé pour lutter contre la pollution et l'effet de serre, la relance récente (depuis le 11 décembre 2007) du Paris-Moscou en étant l'exemple le plus frappant.

## Lignes régulières
- 1862 : Flying Scotsman
- 1883 : Orient-Express

- 1883 : Rome Express[1]

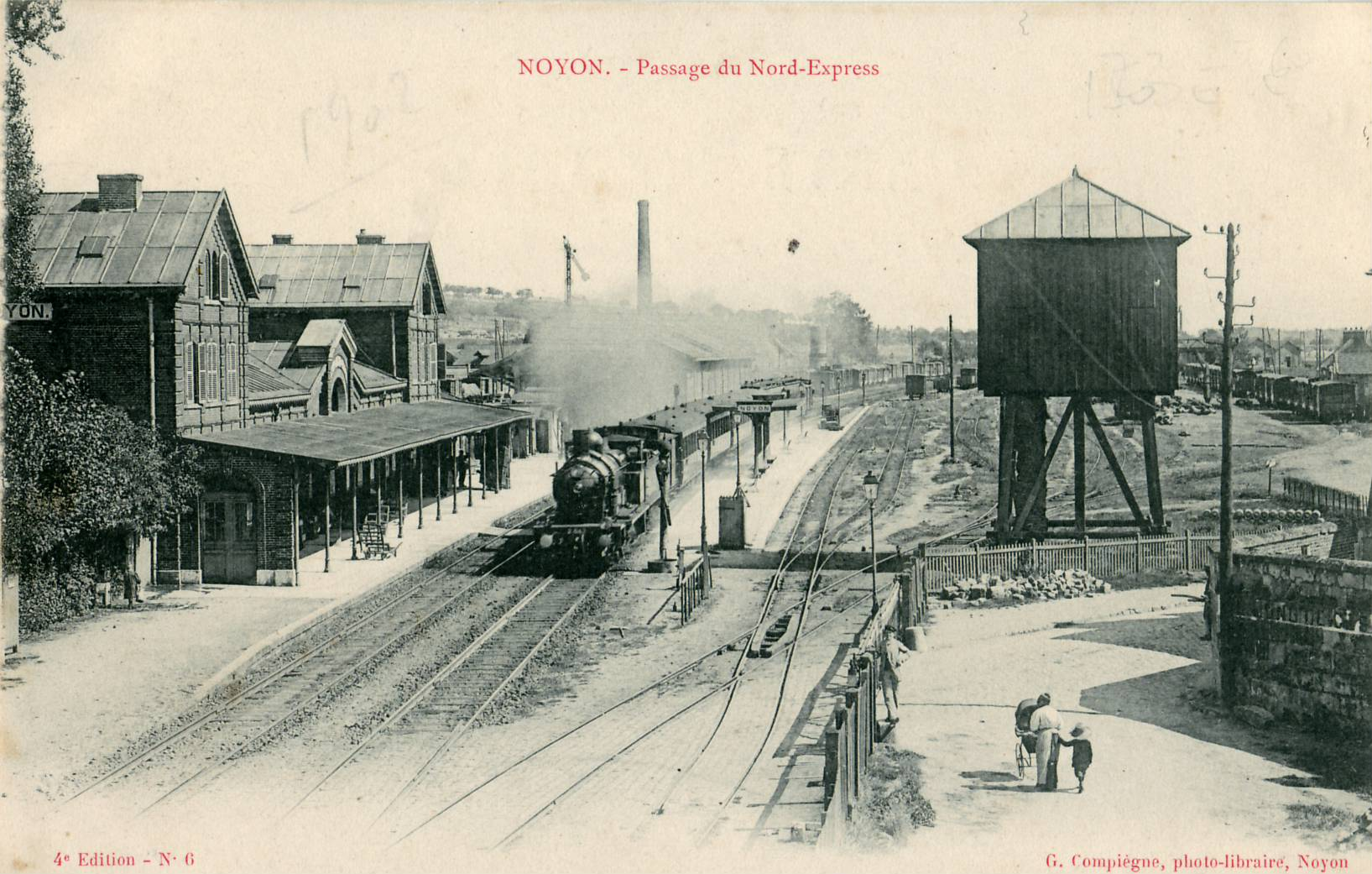
Le Nord-Express passe en gare de Noyon, au début du XXe siècle.

- 1848 : Malle des Indes (train de courrier, ouvert aux voyageurs à partir de 1890)
- 1884 : Nord-Express
- 1887 : Sud-Express
- 1890 : Bombay Express
- 1890 : Peninsular and Oriental Express
- 1894 : Ostende Vienna Express
- 1896 : Vienna Nice Express
- 1898 : Cairo Luxor Express
- 1898 : Transsibérien
- 1898 : Matadi-Léopoldville
- 1900 : Riviera Express
- 1900 : Transatlantic Express
- 1904 : Oberland Leman Express
- 1908 : Brighton Belle (en)
- 1908 : Rome Florence Cannes Express
- 1909 : Andalousie Express
- 1910 : Lézard rouge
- 1919 : Paris-Prague Express
- 1919 : Simplon-Orient-Express
- 1920 : Étoile du Nord
- 1921 : Transmanchourian Express
- 1922 : le Train bleu
- 1926 : La Flèche d'Or (Golden Arrow)
- 1927 : Northern Star
- 1927 : London Vichy Pullman Express
- 1928 : The Frontier Mail
- 1928 : Rheingold Express
- 1929 : Oiseau Bleu
- 1929 : Côte d'Azur Rapide
- 1929 : Star of Egypt
- 1929 : Taurus Express
- 1929 : Sunshine Pullman Express
- 1929 : The Ghan
- 1929 : The Grand Trunk Express (en)
- 1931 : Golden Mountain Express
- 1931 : La Flèche Rouge
- 1940 : Maroc Express
- 1950 : Mistral
- 1960 : Master Cutler
- 1961 : El Chepe (Mexique)
- 1970 : Indian Pacific
- Rossiya (en)[2].
- Nikolayevski Express[3]
- California Zephyr

## Trains historiques
Ces trains ont eu une existence brève, et sont connus par les circonstances historiques.
- Train Kastner, qui transporta des Juifs épargnés de la Shoah en Hongrie vers la Suisse
- Train de Trotski, le train blindé du révolutionnaire Léon Trotski pendant la guerre civile russe (1917-1921)